# Тьерская городская стена
Тье́рская городска́я стена́ (фр. enceinte de Thiers) — оборонительная крепостная стена, возведённая вокруг Парижа между 1841 и 1844 годами, по предложению премьер-министра Адольфа Тьера. Последняя из семи существовавших в истории французской столицы.
Городская стена опоясывала всю столицу. Она была возведена по линии, проходящей ныне в промежутке между бульварами Маршалов (фр. boulevards des Maréchaux) и парижской кольцевой дорогой «Периферик». Прилегающая к ней территория не подлежала застройке, но стала местом возникновения бидонвилей в межвоенное время.
Разобрана между 1919 и 1929 годами.

## Описание
Городская стена предназначалась для обороны территории общей площадью 78,02 км² и была длиной более чем 33 км, то есть включала территорию современной городской коммуны Парижа. Крепостная линия опоясывала город прямыми линиями, наподобие большого неправильного четырёхугольника, и состояла из улицы, прозванной «военной» (будущих бульваров Маршалов), вала, рва и гласиса; толщина стен доходила до 3,5 м, высота до 10 м; возвышалась над сухим рвом, шириной 15—20 м. В просторечии получила название «форти́ф» (fortif', от фр. fortification) и состояла из:
- 95 бастионов;
- 17 городских застав (ворот города, пересечений с основными дорогами);
- 23 барьеров (пересечений со второстепенными дорогами),
- 8 проходов для линий железных дорог;
- 5 проходов для речных потоков или каналов;
- 8 потайных дверей.

После демонтажа стены память о пересечениях стены с транспортными коммуникациями была сохранена в названиях образовавшихся площадей и названных по ним станций Парижского метрополитена, расположенных вблизи официальной границы Парижа, а после сооружения Периферик — и развязок на её трассе.